# Nashville Pussy

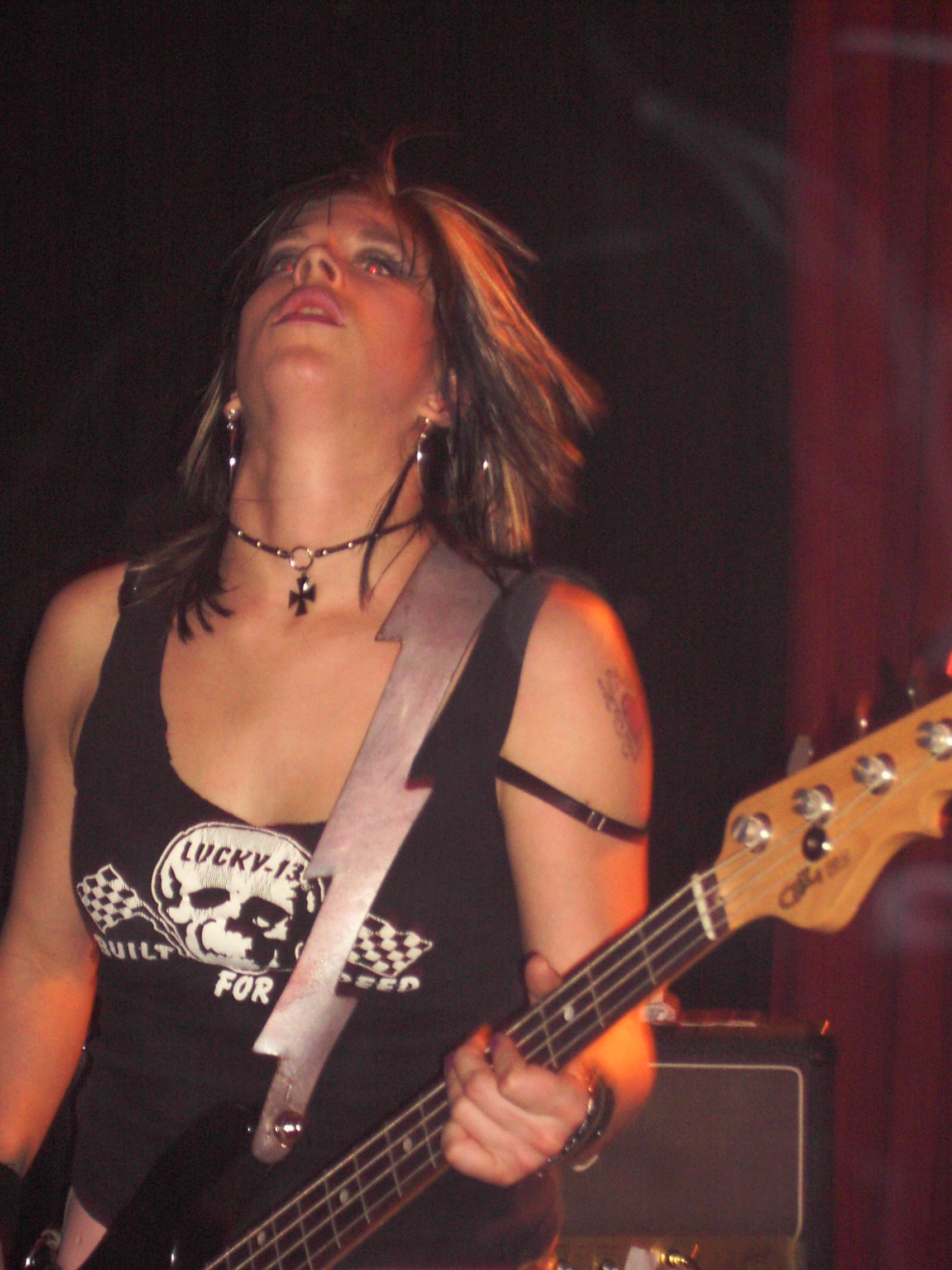
Karen Cuda

Nashville Pussy – amerykańska grupa muzyczna wykonująca rock’n’roll, powstała w 1996 roku w Atlancie. W swej twórczości grupa porusza zagadnienia takie jak przemoc, seks czy narkotyki. Nazwa zespołu pochodzi z piosenki Teda Nugenta zatytułowanej „Wang Dang Sweet Poontang” z albumu Double Live Gonzo, dedykowanej „To all Nashville Pussies”. Zespół był nominowany do nagrody Grammy za piosenkę pt. „Fried Chicken And Coffee” z 1998 roku.

## Muzycy

### Obecny skład zespołu
- Blaine Cartwright – śpiew, gitara rytmiczna
- Ruyter Suys – gitara prowadząca
- Ben Thomas – perkusja
- Bonnie Buitrago – gitara basowa

### Byli członkowie zespołu
- Corey Parks – gitara basowa
- Tracy Almazon – gitara basowa
- Katielyn Campbell – gitara basowa
- Karen Cuda – gitara basowa
- Adam Neal (znany jako The Rock N Roll Outlaw) – perkusja
- Max Terasauro – perkusja
- Jeremy Thompson – perkusja

## Dyskografia
- 1998 Let Them Eat Pussy
- 2000 High As Hell
- 2002 Say Something Nasty
- 2005 Get Some
- 2009 From Hell To Texas
- 2014 Up The Dosage
- 2018 Pleased to Eat You[1]